# 미국야구연구협회
미국야구연구협회(Society for American Baseball Research, SABR)는 야구의 역사와 기록에 대한 연구 및 보급 발전을 목적으로 하는 단체로, 1971년 8월 뉴욕주 쿠퍼스타운에서 설립되었다.

## 같이 보기
- 야구 기록
- 세이버매트릭스